# Aranno
Aranno é uma comuna da Suíça, no Cantão Tessino, com cerca de 280 habitantes. Estende-se por uma área de 2,6 km², de densidade populacional de 108 hab/km². Confina com as seguintes comunas: Alto Malcantone, Bioggio, Cademario, Curio, Iseo, Miglieglia, Novaggio.
A língua oficial nesta comuna é o Italiano.